# Luri (Alta Córsega)
Luri é uma comuna francesa na região administrativa de Córsega, no departamento da Alta Córsega. Estende-se por uma área de 27,53 km². 